# Generador de claves
 Un generador de claves es un protocolo o algoritmo que se utiliza en muchos protocolos criptográficos para generar una secuencia con muchas características pseudoaleatorias. Esta secuencia se utiliza como clave de cifrado en un extremo de la comunicación y como clave de descifrado en el otro. Se puede implementar un generador de claves en un sistema que tiene como objetivo generar, distribuir y autentificar las claves de manera que sin la clave privada no se pueda acceder a la información en el extremo público.
Algunos ejemplos de generadores de claves son los registros de desplazamiento de retroalimentación lineal (LFSR, por sus siglas en inglés) y el cifrado Solitaire (o Pontifex). Uno de los ejemplos más comunes de generadores de claves sería el protocolo bitcoin en el que se utilizan los algoritmos SHA-256 y Secp256k1 para garantizar que los fondos solo puedan ser gastados o movidos por sus legítimos propietarios.

## Importancia
En el pasado, la gente necesitaba asegurar sus tesoros u objetos físicos, por lo que implementaban cerraduras y generaban llaves únicas para el propietario. Hoy en día, aseguramos nuestros hogares con cerraduras tradicionales, contraseñas digitales y huellas dactilares para mantener a los indeseados fuera de nuestra privacidad. Con el auge de Internet, el uso global de datos y las amenazas a nuestra privacidad, empezamos a utilizar algoritmos matemáticos, métodos de encriptación, automatización y aleatoriedad con el mismo objetivo: generar claves únicas para asegurar los datos. A medida que aumenta la tasa de transferencia global de datos, los generadores de claves son parcial pero viralmente responsables de la seguridad y la privacidad de sus usuarios. Si consideramos la cerradura de una puerta como la clave pública, a la que la mayoría de la gente puede acceder fácilmente, y la llave que abre la cerradura como la clave privada del propietario, podríamos argumentar que la empresa que genera las cerraduras tiene inicialmente un conocimiento detallado de ambas claves o que alguien más podría generar más de la misma clave privada. Por lo tanto, la forma práctica sería permitir al usuario generar la clave privada sin el conocimiento de otra parte.